# 미국 중남부

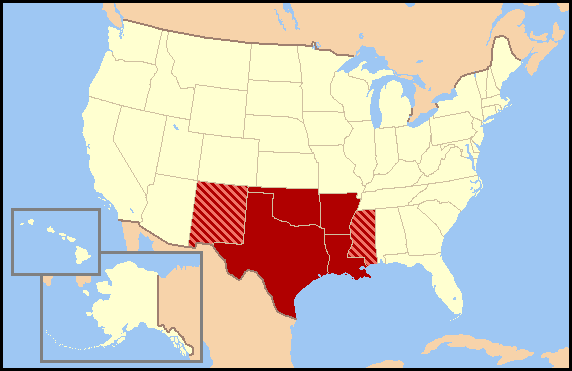
미국 중남부

미국 중남부(South Central United States)는 미국 중남쪽에 있는 여러 주를 가리키는 말로, 아칸소주, 루이지애나주, 오클라호마주, 텍사스주를 포함한다.